# Stazione di Tsurugashima
La stazione di Tsurugashima (鶴ヶ島駅?, Tsurugashima-eki) è una stazione ferroviaria situata nella città omonima della prefettura di Saitama, in Giappone, ed è servita dalla linea Tōbu Tōjō delle Ferrovie Tōbu.

## Linee
Ferrovie Tōbu
● Linea Tōbu Tōjō

## Struttura
La stazione è dotata di due marciapiedi laterali, con due binari passanti in superficie. Il mezzanino si trova sopra il piano del ferro, ed è collegato al marciapiede da scale fisse, mobili e ascensori.
| 1 | ● Linea Tōbu Tōjō | per Sakado, Shinrinkōen e Ogawamachi |
| 2 | ● Linea Tōbu Tōjō | per Kawagoe, Wakōshi, e Ikebukuro via Linea Yurakucho per Shin-Kiba via Linea Fukutoshin per Shibuya, via linea Tōkyū Tōyoko per Yokohama e, via linea Minatomirai per Motomachi-Chūkagai |

## Stazioni adiacenti
| «               | Servizio        | »               |
| Linea Tōbu Tōjō | Linea Tōbu Tōjō | Linea Tōbu Tōjō |
| --------------- | --------------- | --------------- |
| Kasumigaseki    | Locale          | Wakaba          |
| Kasumigaseki    | Semiespresso    | Wakaba          |
| Kasumigaseki    | Rap. pendolari  | Wakaba          |
| Kasumigaseki    | Espresso        | Wakaba          |
| Transito        | Rapido          | Transito        |
| Transito        | Rap. espresso   | Transito        |
| Transito        | TJ Liner        | Transito        |